# Tunnel de base du Saint-Gothard
Cet article concerne le tunnel à basse altitude. Pour l'autre tunnel ferroviaire, voir Tunnel ferroviaire du Saint-Gothard. Pour le tunnel routier, voir tunnel routier du Saint-Gothard.
Le tunnel de base du Saint-Gothard est un tunnel ferroviaire bitube passant sous le massif du Saint-Gothard, en Suisse. Mesurant 57,1 km, il est en 2020 le plus long tunnel du monde. Il relie Erstfeld dans le canton d'Uri à Bodio dans le canton du Tessin. Il s'agit également du tunnel le plus enfoui au monde puisque sa couverture de roche atteint 2 450 mètres de hauteur. Sa construction a débuté en 1996, son percement s'est achevé en 2011 et sa mise en service commercial a eu lieu le 11 décembre 2016. Il est essentiellement destiné au trafic ferroviaire à grande vitesse. Pour les voyageurs, le temps de trajet en train entre Zurich et Milan est ramené à 2 h 40 min. C'est un tunnel de base, c'est-à-dire de faible altitude, évitant ainsi aux trains une phase d'ascension pour y accéder.
Il fait partie du projet des nouvelles lignes ferroviaires à travers les Alpes (NLFA), qui prévoit la construction de tunnels à une altitude dite « de plaine ». Entièrement financé par la Confédération, il est le fruit de longues tractations avec l'Union européenne concernant le transit à travers les Alpes suisses des poids-lourds européens. L'accord principal prévoit l'élévation de la limite des poids lourds de 28 à 40 tonnes. En contrepartie, la Suisse peut, pour ne pas recevoir une vague de camions, augmenter la redevance poids lourds liée aux prestations. La taxe est arrivée à son niveau maximal à l'ouverture du tunnel de base du Lötschberg, soit à 325 CHF (ou environ 305 €) pour un voyage Bâle-Chiasso d'à peu près 300 km.

## Historique
Le tunnel est le résultat de plus de 50 ans de discussions, d'arbitrages, d'études, de travaux préparatoires,, :
- 1962 : première proposition pour un nouveau tunnel ;
- 1992 : 27 septembre, acceptation par les Suisses du projet des NLFA  par voie référendaire (64 % de votes favorables) ;
- 1993 : construction de la galerie de sondage de Piora ;
- 1994 : acceptation de l'initiative populaire « Pour la protection des régions alpines contre le trafic de transit » obligeant les autorités à confirmer la priorité donnée aux travaux ferroviaires de traversées des Alpes ;
- 1995 : décision du DFTCE de construire un tunnel avec la configuration actuelle (deux tubes à voie unique) ;
- 1996 : construction des puits d'accès, des galeries d'excavation, etc. ;
- 1998 : début des travaux d'excavation ;
- 2010 : fin de la percée du tube « est » le 15 octobre à 14 h 17 Suisse (12 h 17 UTC) ;
- 2011 : 23 mars fin de la percée du tube ouest ;
- 2016 : inauguration officielle le 1er juin 2016[8] ;
- 2016 : mise en service commercial le 11 décembre 2016.

Le premier projet d'un nouveau tunnel fut présenté en 1947, mais ce n'est qu'en 1962 que fut proposé par un groupe d'étude créé par le Département fédéral de l'intérieur le premier projet de construction d'un nouveau tunnel au Saint-Gothard. Celui-ci aurait été composé d'un tunnel à double voie avec une voie de dépassement au milieu, reliant Amsteg dans le canton d'Uri à Giornico dans le canton du Tessin ; la construction aurait été faite par deux points d'attaque intermédiaires sur un tunnel en ligne droite. Le plan prévoyait une vitesse maximale de 200 km/h, proche de celle du projet finalement construit.
Les principales discussions portèrent sur le système de galeries à mettre en place ; ainsi en 1971, un rapport de la commission chargée des tunnels ferroviaires alpins du Département fédéral des transports, des communications et de l'énergie (DETEC) arriva à la conclusion qu'un système d'un tube à deux voies, peut-être par endroits subdivisé en deux tubes à une voie, serait la meilleure solution ; cette question ne fut réglée qu'en 1995. La solution finalement adoptée cette année-là fut un mélange relatif des deux systèmes, comportant deux tubes à voie unique séparés par quarante mètres, plus deux diagonales d'échange.

## Caractéristiques

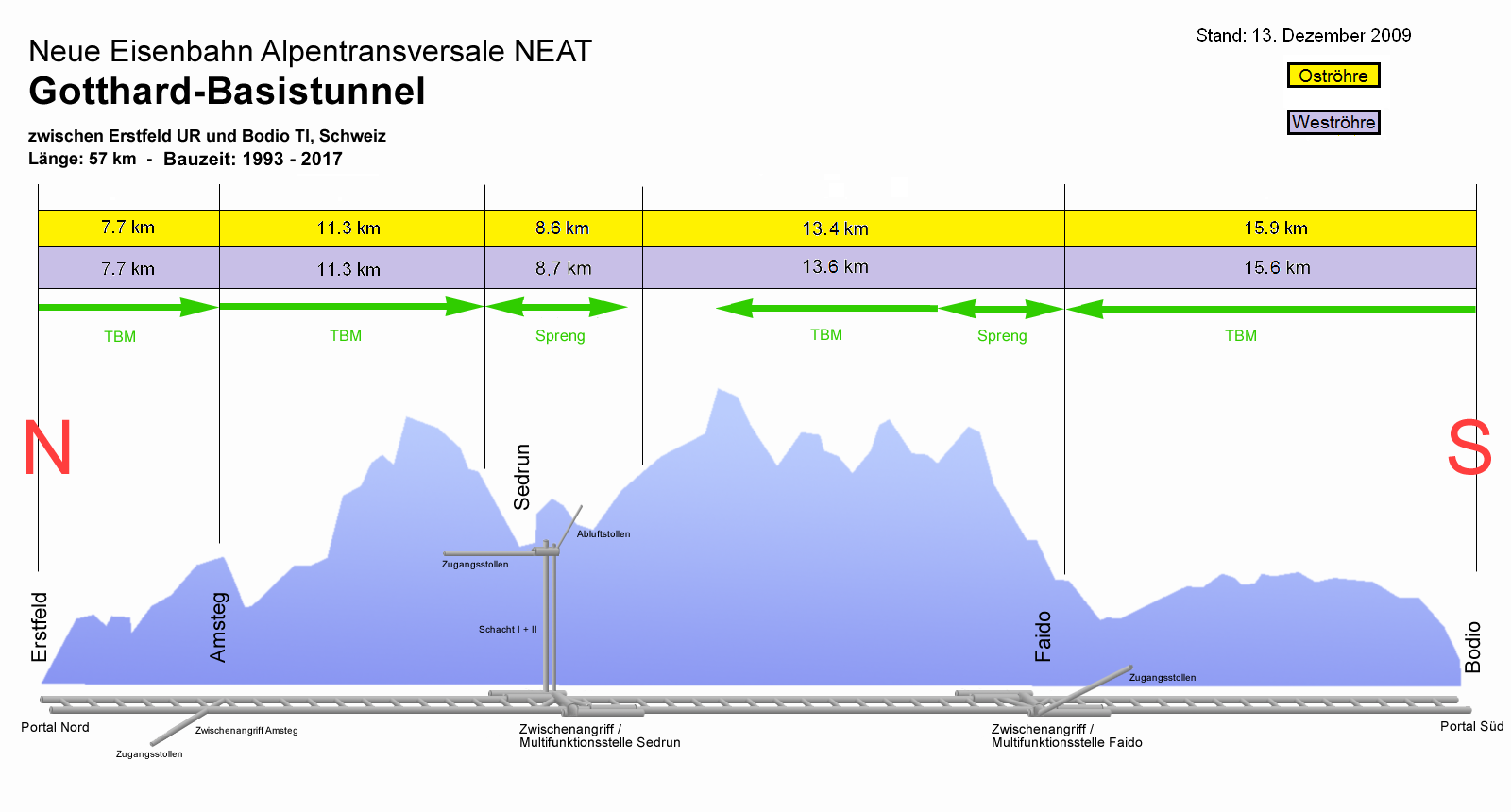
Couverture au-dessus du tunnel.

La circulation dans le tunnel est limitée à la vitesse maximale de 250 km/h (200 km/h dans un premier temps), correspondant à celle d'une ligne à grande vitesse, la troisième en Suisse. Les trains relient Zurich à Milan en 2 h 40 min, soit une heure de moins qu'avant sa mise en service. Les trains de marchandises quant à eux, circulent à une vitesse de 160 km/h.
Avec une longueur de 57,1 km et 152 km de galeries au total, le tunnel du Saint-Gothard est en 2016 le plus long tunnel ferroviaire du monde, et la première ligne de plaine à haute vitesse à travers les Alpes. Il est aussi le plus profond du monde avec une couche de granit atteignant 2 450 mètres, à la hauteur du Piz Vatgira.
Le tunnel possède la caractéristique de n'arborer aucune signalisation lumineuse tout au long de ses deux galeries de 57 km. La transmission des informations de circulation se fait au moyen d'un réseau de balises, grâce au système européen de contrôle des trains de niveau 2.
|                                                |  |  |
| Les portails nord et sud un même jour d'avril. |  |  |

### Aspect humain
- En octobre 2010, 1 800 personnes avaient été impliquées dans le percement du tunnel : ouvriers, ingénieurs, géomètres, chefs d'équipe, etc.[6] La température moyenne est de 28 °C dans le tunnel, grâce à un système de circulation d'eau, afin de faciliter la tâche des ouvriers. Sans ce système, la température aurait été de 45 °C en moyenne et plus de 50 °C dans la zone de forage[11].
- L'ancien conseiller fédéral Adolf Ogi aurait choisi, en mai 1989, le tracé du tunnel de base du Saint-Gothard parmi les variantes qu'on lui avait proposées[réf. souhaitée].
- Entre 2002 et 2012, neuf personnes ont trouvé la mort sur le chantier. En mai 2016, une plaque commémorative est posée à l'entrée du tunnel en l'honneur des 9 victimes de la construction[12]. Il y a eu également environ 3 500 blessés, certains très légèrement[13].

### Coût
Le coût final est de 12,2 milliards de francs suisses, incluant le renchérissement, la TVA et les intérêts intercalaires.

### Projet de gare souterraine en profondeur

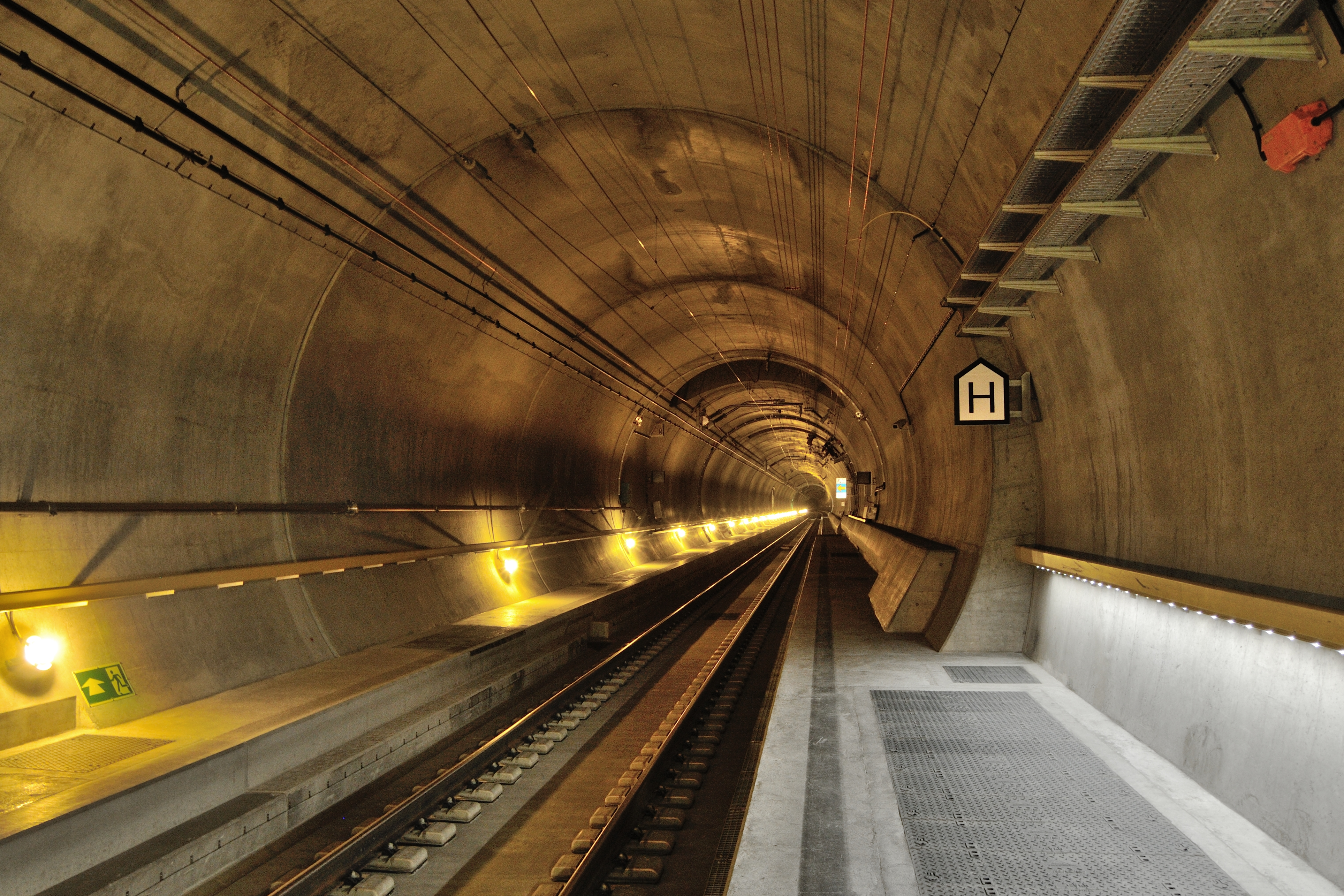
Le tunnel au niveau de la station multifonction de Sedrun.

En 2006, il a été envisagé d'utiliser le puits vertical de Sedrun (canton des Grisons) comme voie d'accès à une gare souterraine de 800 m de profondeur aménagée au milieu du tunnel, avec l'installation d'un ascenseur permettant un accès rapide à toute cette région du canton des Grisons. Ce projet porte le nom de Porta Alpina et a été abandonné en 2007 en raison des risques tant techniques que financiers et du manque de soutien de la Confédération. Des cavernes ont toutefois été creusées à proximité de la station multifonction de Sedrun en prévision d'un possible aménagement futur.

## Travaux

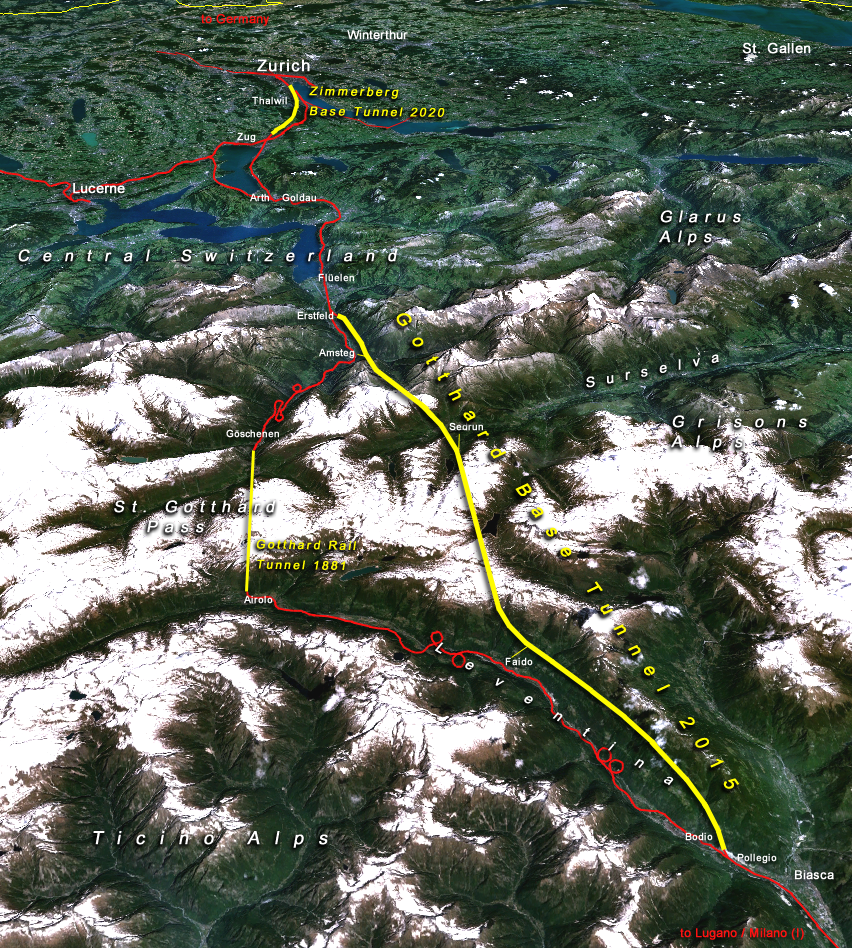
Vue satellitaire du trajet du tunnel.

Les Chemins de fer fédéraux suisses (CFF) sont maître d'ouvrage par l'intermédiaire de leur filiale AlpTransit Gotthard SA.
Le creusement du tunnel, réalisé en partie à l'explosif, s'est opéré en 5 lots que se sont partagés les mandataires Strabag et Implenia. Implenia est la tête de plusieurs groupements, appelé TAT (Tunnel AlpTransit Ticino), comprenant Hochtief, Bilfinger Berger, Alpine Mayreder et Impregilo.

### Points d'attaque

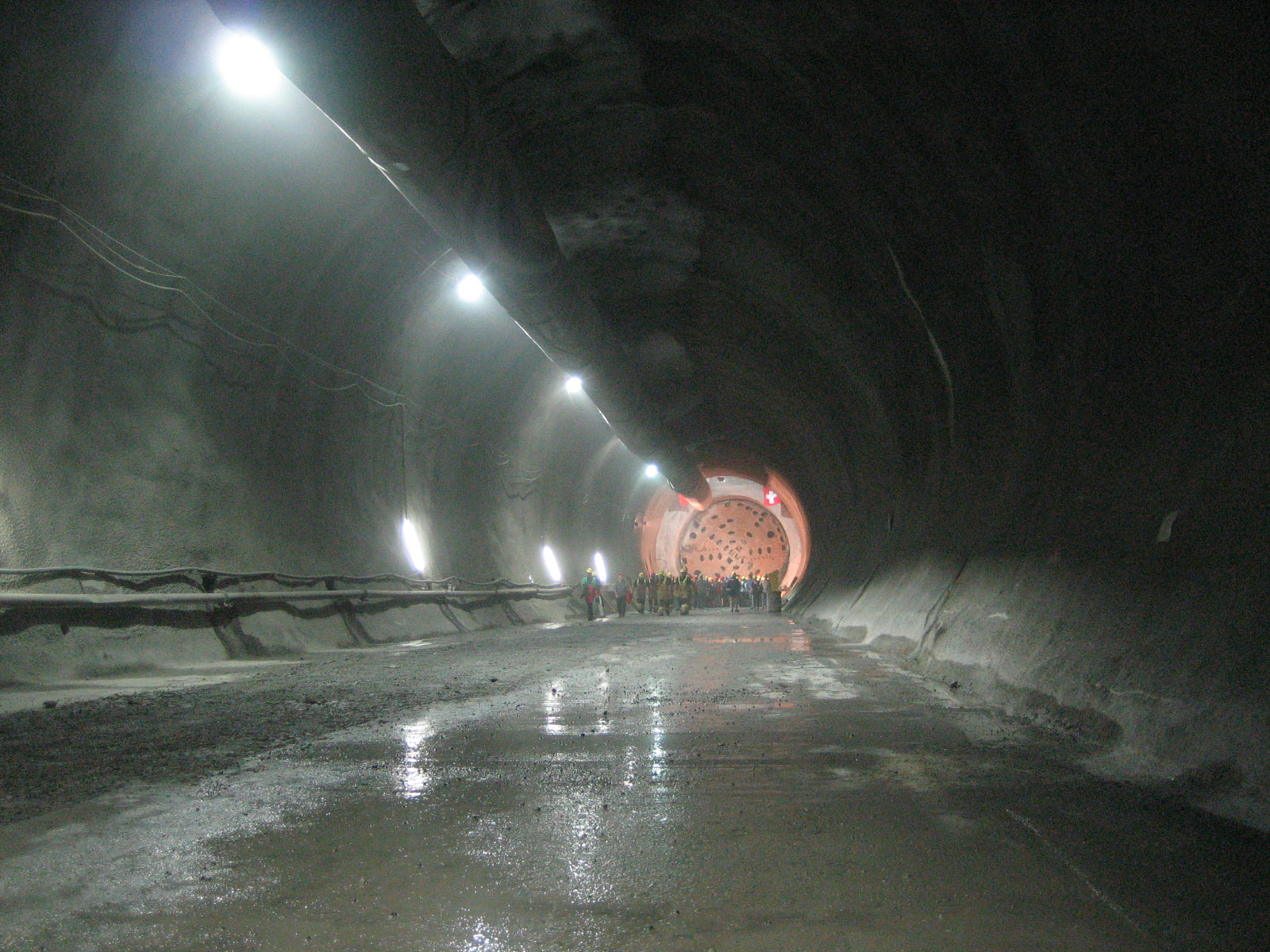
Arrivée du tunnelier à Faido.

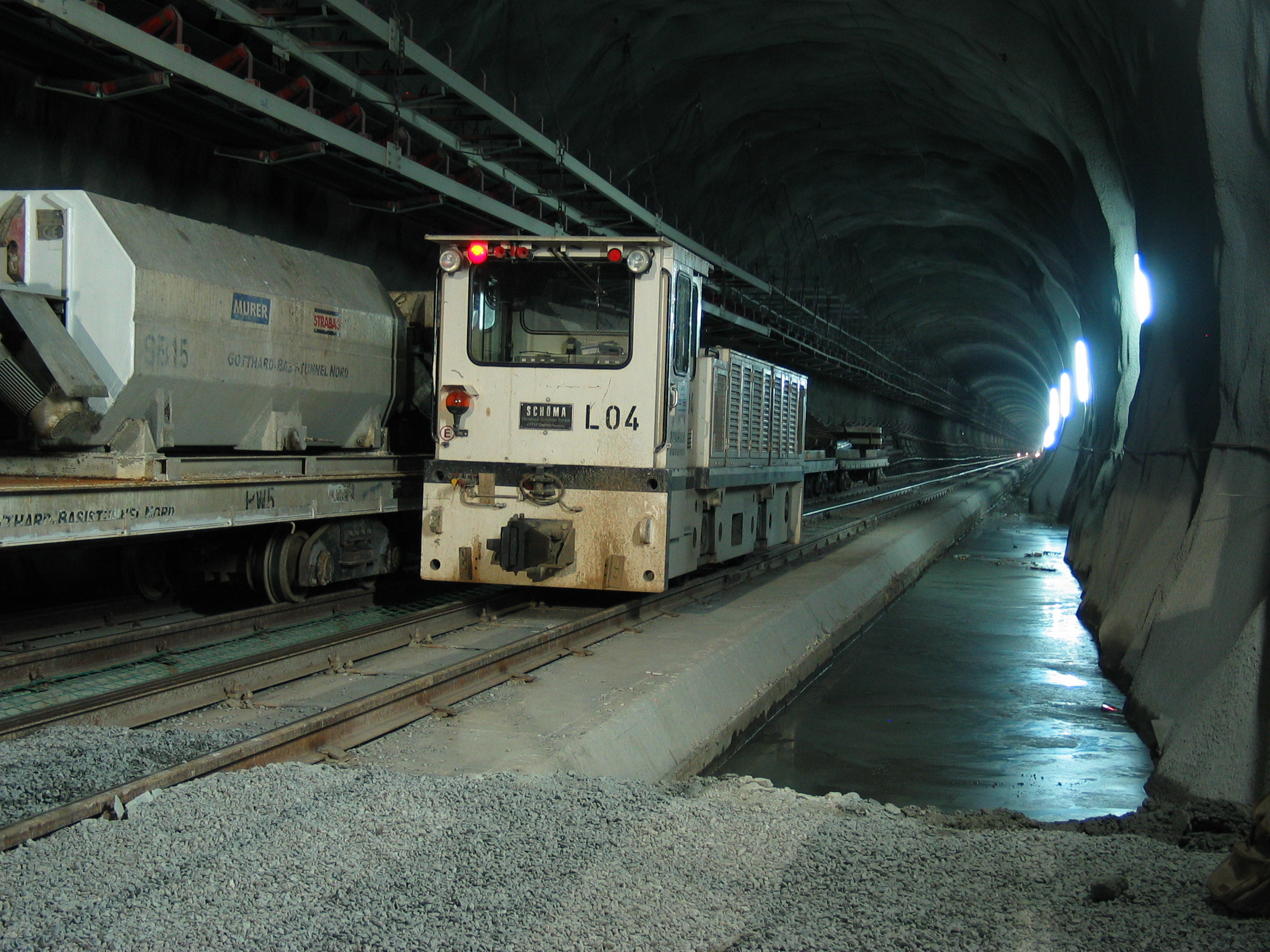
La galerie au niveau d'Amsteg.

Le tunnel de base du Saint-Gothard a été construit depuis 5 points d'attaque (2 extrémités et 3 points intermédiaires), soit du nord au sud :
- Erstfeld, portail nord du tunnel, environ 7,7 km. Le percement au tunnelier a débuté au printemps 2008 avec un an et demi de retard, et a été terminé en juin 2009, avec six mois d'avance (soit finalement un an de retard) ;
- Amsteg (canton d'Uri), environ 11,4 km. Il a fallu excaver à l'explosif environ 200 m de tunnel dans une roche difficile à percer au tunnelier.

Le 17 octobre 2007, les deux points d'attaque d'Amsteg et Sedrun sont connectés. Le percement du tube ouest du tunnel de base du Saint-Gothard est réalisé avec neuf mois d'anticipation sur le calendrier des travaux.
- Sedrun (canton des Grisons), un puits vertical de 800 mètres, environ 7,6 km de longueur.
- Faido (canton du Tessin, dans la Léventine), environ 14,5 km. Le premier des deux tunneliers a démarré le 6 juillet 2007, l'autre en septembre. C'est la dernière portion creusée.
- Bodio, portail sud du tunnel, environ 15,8 km.

Un tronçon à l'air libre d'environ 7 km a par ailleurs été construit au sud de Bodio. Il comprend un petit pont sur une rivière et un tunnel artificiel d'environ 300 m sous la sortie d'une autoroute. Une partie de ce tronçon comprend 3 voies, dont une de dépassement.

### Le percement
Le percement du tunnel s'est fait en plusieurs temps. Le lot Bodio percé dans des conditions géologiques favorables a été achevé en premier, suivi de celui de Amsteg. Le lot de Erstfeld, commencé début 2008 a été achevé mi 2009 avec six mois d'avance sur le calendrier prévu (respectivement 16 juin et 16 septembre pour les galeries est et ouest) soit 18 mois pour percer 7,2 km de galerie. Les lots de Sedrun et Faido, situés en conditions géologiques difficiles, étaient percés à des vitesses moyennes variant entre 4 et 17 m/jour. Le percement du tube est a été achevé le 15 octobre 2010 à 14 h 17 Suisse (12 h 17 UTC), date historique retransmise en direct à la TV en Suisse et au siège de l'UE à Bruxelles. Ce même jour à 14 h 41 Suisse (12 h 41 UTC), le premier homme en compagnie de sainte Barbe (patronne des mineurs) suivi du drapeau suisse, celui des Grisons, du Tessin et celui d'Uri traversent pour la première fois le tunnel. Le percement du tube ouest a pris fin le 23 mars 2011.

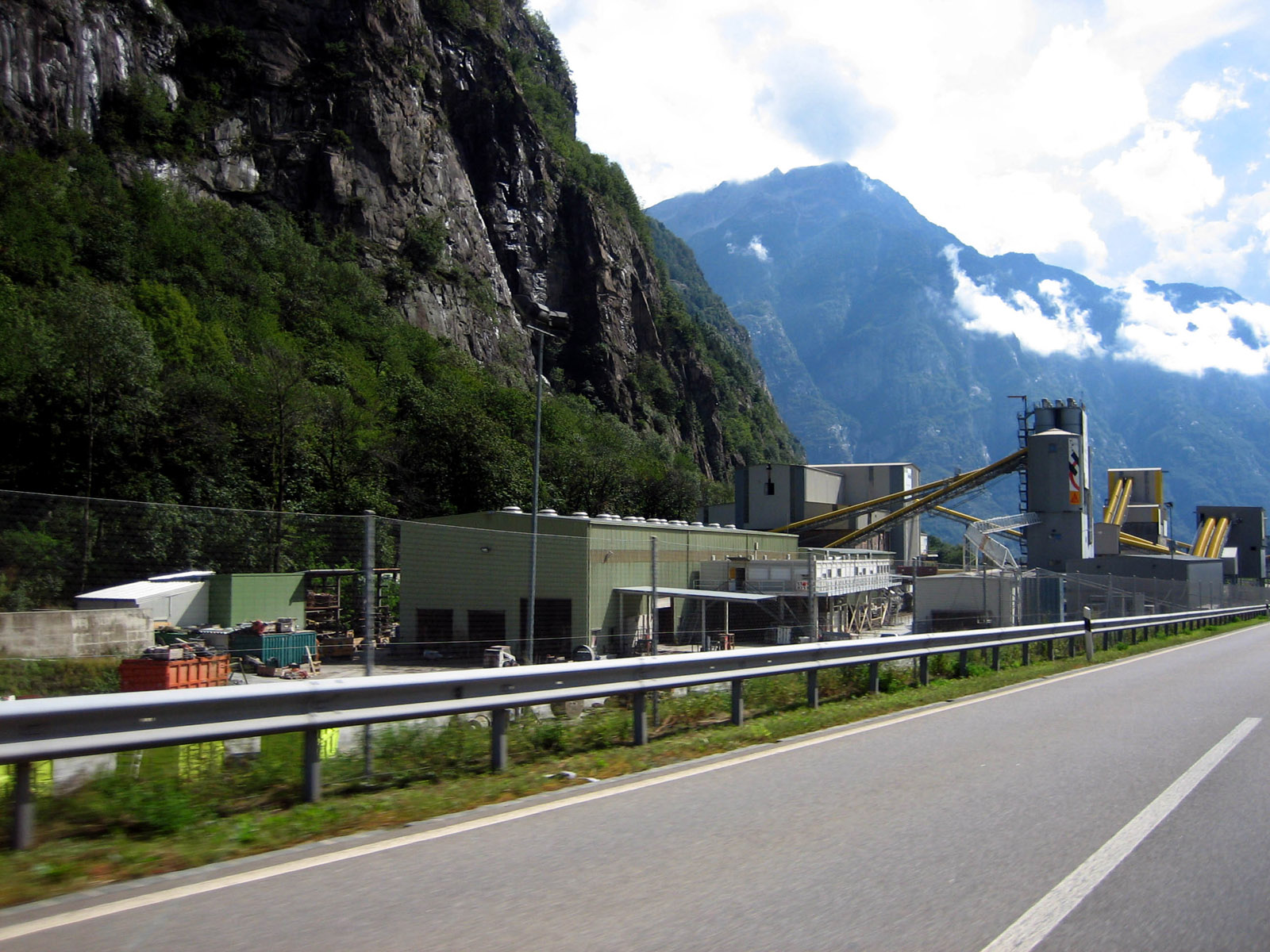
Le chantier de Bodio.

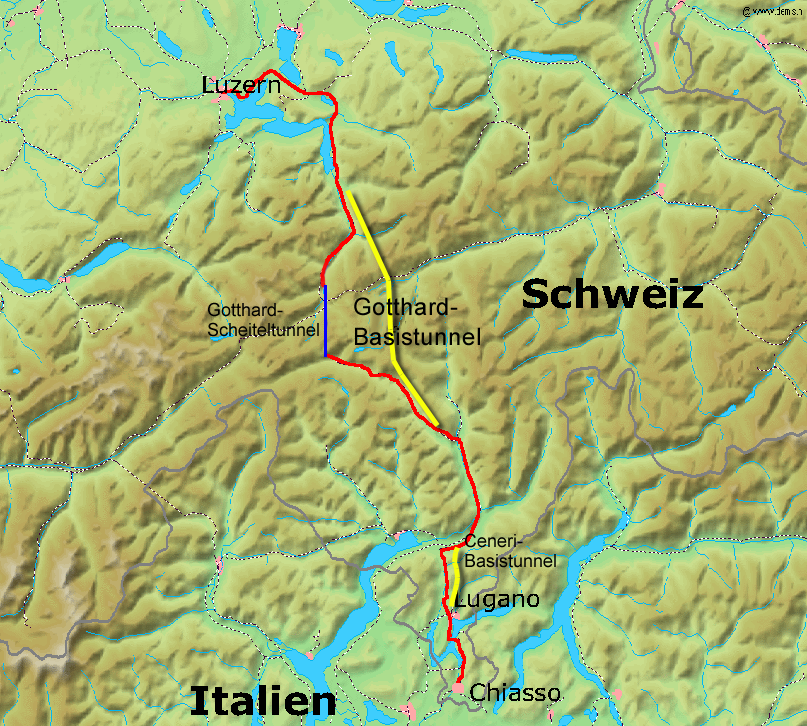
Tunnel de faîte et tunnel de base du Saint-Gothard.

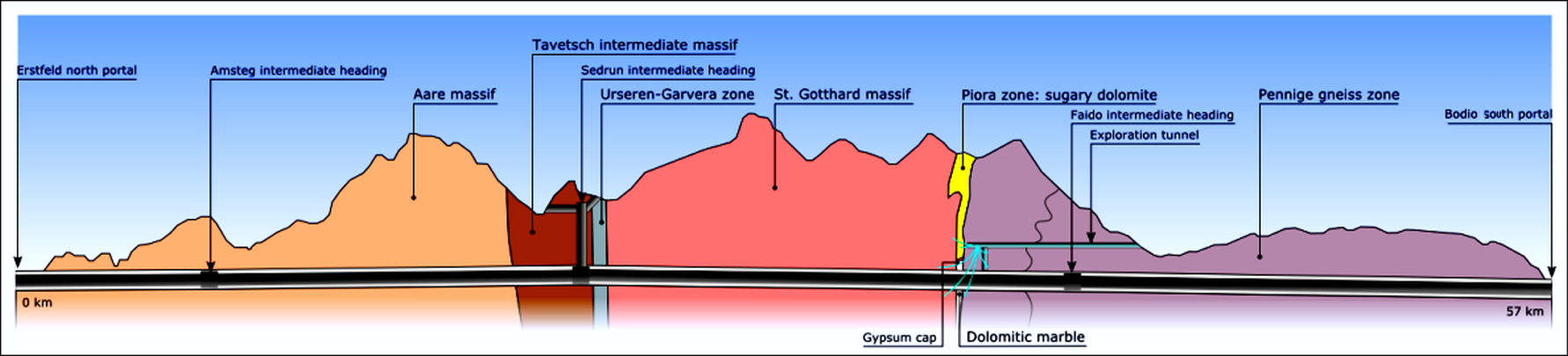
Environnements géologiques traversés par le tunnel.

| Année | Mois      | État d'avancement, | % du total des 151,84 km |
| ----- | --------- | ------------------ | ------------------------ |
| 2004  | Juillet   | 52,34 km           | 34,1 %                   |
| 2005  | Juin      | 74,59 km           | 48,6 %                   |
| 2006  | Juin      | 94,10 km           | 61,3 %                   |
| 2006  | Juillet   | 96,06 km           | 62,5 %                   |
| 2006  | Décembre  | 102,07 km          | 66,57 %                  |
| 2007  | Mars      | 102,64 km          | 66,93 %                  |
| 2007  | Juin      | 103,67 km          | 67,6 %                   |
| 2007  | Septembre | 104,70 km          | 68,2 %                   |
| 2007  | Octobre   | 105,10 km          | 68,6 %                   |
| 2007  | Novembre  | 105,60 km          | 68,9 %                   |
| 2007  | Décembre  | 106,30 km          | 69,3 %                   |
| 2008  | Février   | 107,40 km          | 70 %                     |
| 2008  | Mars      | 108,02 km          | 70,44 %                  |
| 2008  | Avril     | 108,87 km          | 70,93 %                  |
| 2008  | Mai       | 109,96 km          | 71,7 %                   |
| 2008  | Juin      | 111,5 km           | 72,7 %                   |
| 2008  | Juillet   | 113,2 km           | 73,8 %                   |
| 2008  | Août      | 114,3 km           | 75,1 %                   |
| 2008  | Septembre | 115,2 km           | 75,7 %                   |
| 2008  | Octobre   | 118,4 km           | 77,2 %                   |
| 2008  | Novembre  | 120,5 km           | 78,6 %                   |
| 2008  | Décembre  | 123 km             | 80,2 %                   |
| 2009  | Janvier   | 124 km             | 80,4 %                   |
| 2009  | Février   | 125,4 km           | 81,8 %                   |
| 2009  | Mars      | 127,3 km           | 83 %                     |
| 2009  | Avril     | 129,3 km           | 84 %                     |
| 2009  | Mai       | 131 km             | 85,42 %                  |
| 2009  | Juin      | 133,8 km           | 86,78 %                  |
| 2009  | Juillet   | 134,8 km           | 88,8 %                   |
| 2009  | Août      | 136,6 km           | 90 %                     |
| 2009  | Septembre | 137,3 km           | 90,4 %                   |
| 2009  | Octobre   | 138,6 km           | 91,3 %                   |
| 2009  | Novembre  | 139,96 km          | 92,2 %                   |
| 2009  | Décembre  | 141,28 km          | 93 %                     |
| 2010  | Janvier   | 141,82 km          | 93,4 %                   |
| 2010  | Février   | 142,48 km          | 93,8 %                   |
| 2010  | Mars      | 143,8 km           | 94,7 %                   |
| 2010  | Avril     | 144,8 km           | 95,4 %                   |
| 2010  | Mai       | 145,4 km           | 95,8 %                   |
| 2010  | Juin      | 146,1 km           | 96,2 %                   |
| 2010  | Juillet   | 146,6 km           | 96,6 %                   |
| 2010  | Août      | 147,33 km          | 97 %                     |
| 2010  | Septembre | 147,98 km          | 97,5 %                   |
| 2010  | Octobre   | 149,1 km           | 98,2 %                   |
| 2010  | Novembre  | 149,8 km           | 98,7 %                   |
| 2010  | Décembre  | 150,4 km           | 99,1 %                   |
| 2011  | Janvier   | 150,5 km           | 99,11 %                  |
| 2011  | Février   | 150,77 km          | 99,3 %                   |
| 2011  | Mars      | 151,256 km         | 99,62 %                  |
| 2011  | Avril     | 151,70 km          | 99,91 %                  |
| 2011  | Mai       | 151,75 km          | 99,94 %                  |
| 2011  | Juin      | 151,82 km          | 99,99 %                  |
| 2011  | Juillet   | 151,84 km          | 100 %                    |

### Aménagement du tunnel

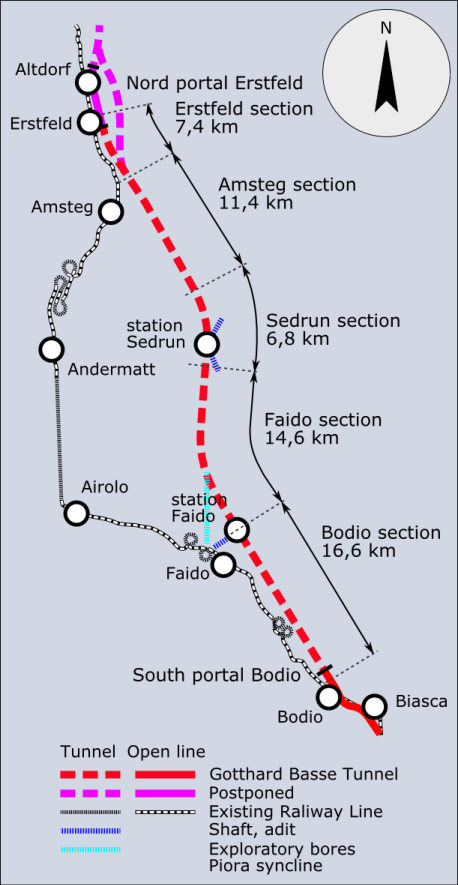
Carte détaillée du tunnel.

L'aménagement du tunnel a commencé avant la fin du percement du tunnel. Il comporte trois phases : la finition du gros œuvre après le percement dont le bétonnage de la voute, la préparation pour l'installation des équipements ferroviaires et l'installation de ces équipements. Le chantier de finition du gros œuvre se faisait juste après le percement tandis que la préparation à l'installation des équipements ferroviaires et leur mise en place n'a commencé qu'en 2010 quand il ne restait à percer qu'une section entre Sedrun et Faido.
Le tube ouest de la section Bodio (la plus au sud) a été le premier à recevoir ces équipements. Il a servi de base d'essai entre les km 242,848 et 256,231.
L'aménagement ferroviaire s'est poursuivi dans le tube dans les sections Erstfeld et Amsteg, entre l'entrée nord et le double puits de Sedrun.

## Inauguration
L'inauguration du tunnel a lieu le 1er juin 2016 en présence des membres du Conseil fédéral in corpore, notamment Johann Schneider-Ammann et Doris Leuthard ainsi que les chefs d'État et de gouvernement des pays voisins et les ministres des transports des pays concernés par l'axe du Gothard. Des deux côtés du tunnel, six cents artistes ont participé au spectacle "Sacre del Gottardo" mis en scène par l'artiste Volker Hesse et mettant en lumière les mythes du Gothard, avec de très nombreux symboles.
La Poste Suisse a émis un timbre postal pour souligner l'événement. Il présente la particularité d'incorporer de la roche prélevée lors du forage du tunnel. Cette pierre a été réduite en poudre puis insérée sur une partie du timbre avec un vernis.
Le 3 juin 2016 à 9 h 20, le premier train de marchandises, qui transportait du gravier à destination de Bellinzone, est entré dans le tunnel de base du Gothard à Erstfeld. Pour ces derniers essais, durant lequel les trains de marchandises ne doivent pas dépasser 100 km/h, 5 000 traversées auront lieu jusqu'en décembre. L'exploitation régulière du tunnel est effective depuis le 11 décembre 2016.

## Mise en service commercial
Le 11 décembre 2016, à 5 h 15, le train IC 856 quittait la gare de Chiasso pour entrer dans le tunnel de base par le portail sud peu après avoir quitté Bellinzone, soit vers 6 h 20. Il a donc été le premier vrai convoi de voyageurs à traverser le nouvel ouvrage, contrairement à ce que la presse a déclaré au téléjournal de 19 h 30 : en effet, les journalistes ont annoncé que le « premier » train était l'EC 11, partant de Zurich à 6 h 9. Ce train partant de la gare de Flüelen (entrée du portail nord) à 7 h 9 a donc traversé le Saint-Gothard vers 7 h 15, soit bien après que l'IC 856 en est sorti.
Néanmoins, l'EC 11 a été retenu pour inaugurer la nouvelle gare de Lugano : des responsables d'AlpTransit et des CFF (dont leur président Andreas Meyer) ont traversé le tunnel dans ce train et en sont descendus à Lugano pour prendre part aux festivités. Durant le même weekend, les CFF et le gouvernement du Tessin ont signé un accord renforçant leur collaboration, tant au niveau du développement de l'infrastructure (nouveaux tunnels de base, mise en service des trains EC 250) que de la promotion du canton dans le reste de la Suisse, notamment avec le slogan « Respirez le souffle pionnier », en mémoire des nombreux travailleurs qui ont œuvré pour la construction du tunnel de faîte du Saint-Gothard, percé entre Göschenen (UR) et Airolo (TI),.
La mise en service commercial s'est donc correctement déroulée, ternie par la panne subite d'une locomotive d'un convoi de marchandises dans l'après-midi : celle-ci est tombée en panne alors qu'elle traversait le tunnel. Un train de secours a été dépêché sur place pour remorquer le convoi en panne. De ce fait, deux trains de voyageurs ont subi des retards : le premier a réussi à dépasser le convoi immobilisé, accusant alors 12 minutes de retard à son arrivée à destination, tandis que l'autre a dû être dévié par l'ancienne ligne de montagne, accusant près de 40 minutes de retard. Cet incident, survenu entre Bellinzone et Arth-Goldau, a pu être levé aux alentours de 17 h.
Les convois de voyageurs qui traverseront le tunnel de base à partir du 11 décembre seront assurés par du matériel RABDe 500, ETR 610 ainsi que des voitures unifiées IV tractées par une (ou deux, selon le nombre de voitures) locomotive de type Re 460.

### Conséquences
Le tunnel a un impact fortement positif sur le tourisme dans le canton du Tessin.

## Extensions

### Prolongements futurs du côté nord
Le canton d'Uri demande que le tracé soit entièrement enterré au lieu de passer au fond de la vallée. Ceci augmenterait la longueur totale du tunnel à près de 80 kilomètres, dont la partie ajoutée contiendrait des voies de dépassement pour permettre aux trains-voyageurs de doubler les convois de marchandises, plus lents. À défaut, ils exigent que le franchissement de la rivière Schächen, un affluent de la Reuss aux crues mémorables, se fasse par-dessous et non par-dessus ; ce qui abaisserait la voie sur environ un kilomètre et nécessiterait sa couverture sur au moins 500 mètres. La variante entièrement souterraine sera probablement choisie.
À l'heure actuelle, il est cependant surtout question de terminer les chantiers en construction sur le réseau CFF (dont le Ceneri), et une éventuelle prolongation de l'ouvrage au nord pourrait n'être incluse que dans l'étape d'aménagement 2030-2035 prévue par l'Office fédéral des transports (OFT).

### Au sud

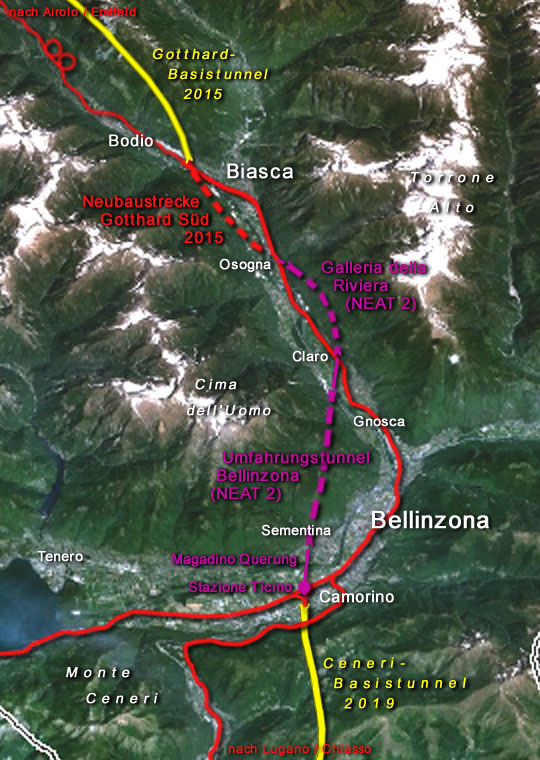
Projets d'aménagement au sud du tunnel.

Un autre tunnel de base a été percé au sud du Saint-Gothard : le tunnel de base du Ceneri, achevé depuis janvier 2016 et inauguré le 4 septembre 2020. Ouvert à la circulation depuis décembre 2020, il permet la réduction du temps de parcours entre Lugano et Zurich à 1 h 51 min, contre 2 h 53 min avant l'ouverture des deux tunnels de base du Saint-Gothard et du Ceneri.

## Accidents et incidents
Le 10 août 2023, la casse d'une roue d'un wagon immatriculé en Suède entraîne le déraillement de 20 des 30 wagons du train de marchandises 45016 de CFF Cargo circulant dans le tube ouest en direction du nord, endommageant huit kilomètres de voies et une porte d'isolation qui protège une voie de communication reliant les tubes ouest et est. La circulation est restaurée à compter du 23 août, cependant en raison de la nécessité des travaux importants, de façon limitée dans le tube ouest. Et les CFF doivent donner la priorité au trafic de marchandises qui ont besoin de moins de pente. À la suite de l'avancement de la réparation malgré la chaleur qui domine le chantier, dès mars 2024, le nombre des trains qui y circulent est augmenté, tant pour les trains de marchandises que pour les trains de voyageurs. Les travaux et les vérifications parachevés, le tunnel est de nouveau entièrement opérationnel à partir du 2 septembre 2024. Les CFF estiment, en juillet 2024, le montant des dégâts matériels à 150 millions de francs environ, dont 140 millions de francs sont couverts par l'assurance. Par ailleurs, le chemin de fer suisse étudie les mesures visant à éviter les accidents semblables, par exemple une réduction de vitesse dans la zone des deux diagonales d'échange du portail.